# Verena Sudek
Verena Sudek (geboren im 20. Jahrhundert) ist eine ehemalige deutsche Hockeyspielerin.

## Werdegang
Verena Sudek stammt aus Hamburg. Da sich schon früh für den Hockeysport interessierte, wurde sie Mitglied des Harvestehuder THC. Wegen ihrer guten Leistungen spielte sie schon bald in der ersten Damenmannschaft des HTC, mit dem sie an den nationalen Meisterschaften um den Deutschen Meistertitel im Feldhockey erfolgreich eingesetzt wurde. Mit dem Harvestehuder HTC erkämpfte sie insgesamt viermal die Deutsche Meisterschaft im Feldhockey, zum ersten Mal 1957, danach auch noch in den Jahren 1958, 1959 und 1960. Verena Sudek wurde aufgrund ihrer guten Vereinsleistungen auch international eingesetzt. Von 1958 bis 1962 spielte sie 16-mal für Deutschland in der Deutschen Feldhockeynationalmannschaft.
Bundespräsident Heinrich Lübke zeichnete am 3. März 1962 eine Reihe deutscher Hockey-Nationalspielerinnen mit dem Silbernen Lorbeerblatt aus. Zu diesen Ausgezeichneten gehörte neben Jutta Röchling, Hannelore Blumenberg und Bärbel Aichinger auch Verena Sudek.